# Kastilier

Krone von Kastilien um 1400

Kastilier (span. castellanos) bezeichnet die Untertanen der historischen Krone von Kastilien bzw. die Einwohner der heutigen geografischen Region Kastilien in Nord- und Zentralspanien.

## Verwendung der Bezeichnung im historischen Kontext
In der Geschichte Spaniens besaßen Kastilier auch nach der Union der kastilischen Krone mit der Krone von Aragonien (1469) und der Gründung des Königreichs Spanien (1516) noch über lange Zeit eine eigene Rechtsstellung, die sich insbesondere von jener der Untertanen der aragonischen Krone stark unterschied. So erhielten beispielsweise nur Bewohner der kastilischen, nicht aber der aragonischen oder (1580–1640) portugiesischen Landesteile Spaniens die Erlaubnis, in die spanischen Überseekolonien nach Amerika zu reisen, sodass praktisch alle spanischen Konquistadoren des 16. Jahrhunderts Kastilier waren (darunter zahlreiche Basken, Asturier, Galicier, Extremenen, Andalusier) und die spanische Eroberung und Kolonisation Süd- und Mittelamerikas weitgehend kastilisch (unter Einschluss aller zur kastilischen Krone gehörenden Landsmannschaften) geprägt war. Im historischen Kontext bis zur Umwandlung Spaniens in einen Zentralstaat, die nach der Machtübernahme der bourbonischen Dynastie nach dem Spanischen Erbfolgekrieg (1701–1714) vollendet wurde, kann es daher sinnvoll sein, von „Kastiliern“ (statt von „Spaniern“) zu sprechen, wenn die Zugehörigkeit zur kastilischen Krone im jeweiligen Zusammenhang vorauszusetzen bzw. von Bedeutung ist. Dies wird auch in den deutschsprachigen historischen Wissenschaften mithin so gehandhabt.

## Verwendung der Bezeichnung im modernen Kontext

Landschaft Kastilien

Neben der geografischen Herkunftsbezeichnung „Kastilier“ (im Sinne von „Bewohner Kastiliens“ oder „aus Kastilien stammend“), die unproblematisch ist, sind im deutschen Sprachgebrauch gelegentlich auch sprachliche oder sogar ethnische Kriterien bei der Verwendung des Begriffs „Kastilier“ herangezogen oder postuliert worden. In diesem Sinne haben manche Autoren diejenigen spanischen Staatsangehörigen als Kastilier oder kastilische Spanier bezeichnet, die keine nativen Sprecher einer der spanischen Regionalsprachen (wie Baskisch, Galicisch oder Katalanisch) sind. Angeregt wird diese Begriffsverwendung durch die auch offiziell verwendete Alternativbezeichnung Kastilisch (castellano) für die spanische Sprache. Eine solche Begriffskonstruktion kann zu der Vorstellung einer sprachlich identifizierbaren „kastilischen“ Volksgruppe oder Gruppenidentität verleiten, die in Spanien selbst nicht akzeptiert ist, zumal das spanische („kastilische“) Sprachgebiet Regionen mit sehr unterschiedlichen regionalen Identitäten vom äußersten Norden bis zum äußersten Süden Spaniens umfasst.
Problematisch an dieser gelegentlich noch anzutreffenden Definition des Kastiliers ist zum einen die Tatsache, dass dadurch eine empirisch nicht haltbare Aufteilung der Bevölkerung Spaniens in verschiedene Ethnien nahegelegt wird, zum anderen, dass die geografische und politische Landschaft Kastilien (Kastilien-La Mancha, Madrid, Kastilien und León) nur einen Teil des spanischen bzw. „kastilischen“ Sprachgebietes in Spanien ausmacht.